# Liste der Bodendenkmale in Schulzendorf
Die Liste der Bodendenkmale in Schulzendorf enthält alle Bodendenkmale der brandenburgischen Gemeinde Schulzendorf und ihrer Ortsteile auf der Grundlage der Landesdenkmalliste vom 31. Dezember 2020.
Die Baudenkmale sind in der Liste der Baudenkmale in Schulzendorf aufgeführt.
|    | Gemarkung           | Flur | Kurzbeschreibung | Bodendenkmalnummer | Bemerkung | Bild |
| -- | ------------------- | ---- | --- | ------------------ | --------- | ---- |
| 1  | Schulzendorf (Lage) | 3, 4 | Dorfkern deutsches Mittelalter, Schloss Neuzeit, Siedlung Urgeschichte, Friedhof deutsches Mittelalter, Dorfkern Neuzeit, Friedhof Neuzeit, Kirche deutsches Mittelalter, Kirche Neuzeit | 12621              |           |      |
| 2  | Schulzendorf (Lage) | 4    | Siedlung römische Kaiserzeit, Siedlung slawisches Mittelalter, Siedlung Bronzezeit, Siedlung Neolithikum                                                                                 | 12944              |           |      |
| 3  | Schulzendorf (Lage) | 1    | Siedlung römische Kaiserzeit, Siedlung slawisches Mittelalter, Siedlung Bronzezeit, Siedlung Neolithikum                                                                                 | 13014              |           |      |
| 4  | Schulzendorf (Lage) | 1    | Siedlung Bronzezeit, Siedlung Urgeschichte, Siedlung Eisenzeit | 13015              |           |      |
| 5  | Schulzendorf (Lage) | 1    | Siedlung Bronzezeit, Siedlung römische Kaiserzeit, Rast- und Werkplatz Steinzeit, Siedlung slawisches Mittelalter, Siedlung Eisenzeit, Siedlung Neolithikum                              | 13016              |           |      |
| 6  | Schulzendorf (Lage) | 1    | Siedlung Eisenzeit, Siedlung römische Kaiserzeit | 13017              |           |      |
| 7  | Schulzendorf (Lage) | 1    | Siedlung slawisches Mittelalter, Siedlung Bronzezeit, Siedlung römische Kaiserzeit, Siedlung Eisenzeit, Siedlung Neolithikum                                                             | 13018              |           |      |
| 8  | Schulzendorf (Lage) | 4    | Siedlung römische Kaiserzeit | 13019              |           |      |
| 9  | Schulzendorf (Lage) | 1    | Siedlung slawisches Mittelalter, Siedlung Urgeschichte | 13020              |           |      |
| 10 | Schulzendorf (Lage) | 1    | Siedlung Neolithikum, Siedlung slawisches Mittelalter, Siedlung Urgeschichte | 13021              |           |      |
| 11 | Schulzendorf (Lage) | 4    | Siedlung slawisches Mittelalter, Siedlung Urgeschichte | 13022              |           |      |
| 12 | Schulzendorf (Lage) | 3    | Siedlung Bronzezeit | 13023              |           |      |
| 13 | Schulzendorf (Lage) | 8    | Siedlung Bronzezeit | 13024              |           |      |
| 14 | Schulzendorf (Lage) | 2    | Siedlung Urgeschichte | 13025              |           |      |
| 15 | Schulzendorf (Lage) | 1    | Siedlung Bronzezeit | 13026              |           |      |
| 16 | Schulzendorf (Lage) | 5, 7 | Siedlung Eisenzeit, Grab slawisches Mittelalter, Siedlung römische Kaiserzeit, Siedlung slawisches Mittelalter                                                                           | 13031              |           |      |
| 17 | Schulzendorf (Lage) | 4    | Siedlung Neolithikum, Gräberfeld römische Kaiserzeit, Siedlung Bronzezeit, Siedlung slawisches Mittelalter                                                                               | 13032              |           |      |